# 渐尖风毛菊
渐尖风毛菊（学名：Saussurea acuminata）为菊科风毛菊属的植物。分布在蒙古、俄罗斯以及中国大陆的内蒙古、东北等地，生长于海拔170米的地区，多生于森林区及森林草原地区河谷草甸伴生种，目前尚未由人工引种栽培。